# .CO Internet S.A.S.
.CO Internet S.A.S., subsidiaria de Neustar INC, es la empresa encargada de la promoción, administración y operación técnica del ccTLD .co, en Colombia, mediante licitación pública No. 002 de 2009 del Ministerio de Tecnologías de la Información y Comunicaciones (MinTIC).

## Historia
En el 2006, el Congreso de la República de Colombia expidió la Ley 1065 que le dio al MinTIC la autoridad para reglamentar la administración del dominio .CO. Tras largos estudios, mediante la Resolución 1652 de 2008 se definió que las funciones de orientación y definición de la política estarían a cargo del MinTIC, pero aquellas encaminadas a la promoción, administración, y operación del dominio serían responsabilidad del concesionario. Este proceso fue reconocido por la Universidad de los Andes (administrador anterior), el ICANN, el IANA, entre otras entidades. Finalmente, a través de la licitación 002 del 2009, se concesionó la promoción, administración, y operación técnica del dominio .CO, a .CO Internet SAS. Desde el año 2010 .CO Internet SAS ha administrado el dominio .CO, buscando el incremento del posicionamiento como una marca de reconocimiento global y un bien virtual del país.

## Clientes
- COM.CO
- .CO
- GOV.CO
- EDU.CO
- ORG.CO
- MIL.CO